# Journal of Natural History
Journal of Natural History — британский научный журнал, посвящённый проблемам зоологии, главным образом, публикующий статьи по таксономии животных. Основан в 1841 году.

## История
Журнал имеет давнюю историю и имел разные названия. Возник в 1841 году на основе слияния двух журналов: Magazine of Natural History (1828—1840) и Annals of Natural History (1838—1840), ранее известным как Magazine of Zoology and Botany (1836—1838). Долгое время (1841—1967) выходил под названием Annals and Magazine of Natural History (Ann. Mag. Nat. Hist.).
В сентябре 1855 года в 16-м томе (2nd Series) журнала Annals and Magazine of Natural History была опубликована историческая статья «On the Law Which has Regulated the Introduction of Species», автором которой был Альфред Рассел Уоллес.
Журнал в 2009 году вошёл в Список 100 самых влиятельных журналов биологии и медицины за последние 100 лет по данным Special Libraries Association.
Тематика журнала: зоология, в том числе энтомология, кладистика, экспериментальная таксономия, экология, этология, систематика и её применение в прикладной биологии (аквакультура, ветеринария, паразитология, сельское хозяйство и методы борьбы с вредителями).

## Редакторы
- A. Polaszek — The Natural History Museum, Cromwell Road, London, SW7 5BD, UK, Великобритания
- L. Allcock — Martin Ryan Marine Science Institute, National University of Ireland, Galway, University Road, Galway, Ирландия